# مارسيلو سانتوس أوليفيرا
مارسيلو سانتوس أوليفيرا (بالبرتغالية: Marcelo Santos Oliveira‏) (9 مارس 1981 بأراكاجو في البرازيل - ) هو لاعب كرة قدم برازيلي في مركز الوسط. لعب مع بوتافوغو ريغاتاس ونادي جوينفيل ونادي ريو برانكو ونادي شابيكوينسي ونادي فاسكو دا غاما وCamaçari Futebol Clube ‏ وCatuense Futebol ‏ وأمريكا دي ناتال ‏ وديسبورتيفا كونفيانكا ‏ ونادي فيلا ريو.

## وصلات خارجية
- مارسيلو سانتوس أوليفيرا على موقع قاعدة بيانات كرة القدم.إي يو (الإنجليزية)